# Sint-Nicolaaskerk (Sint Nicolaasga)

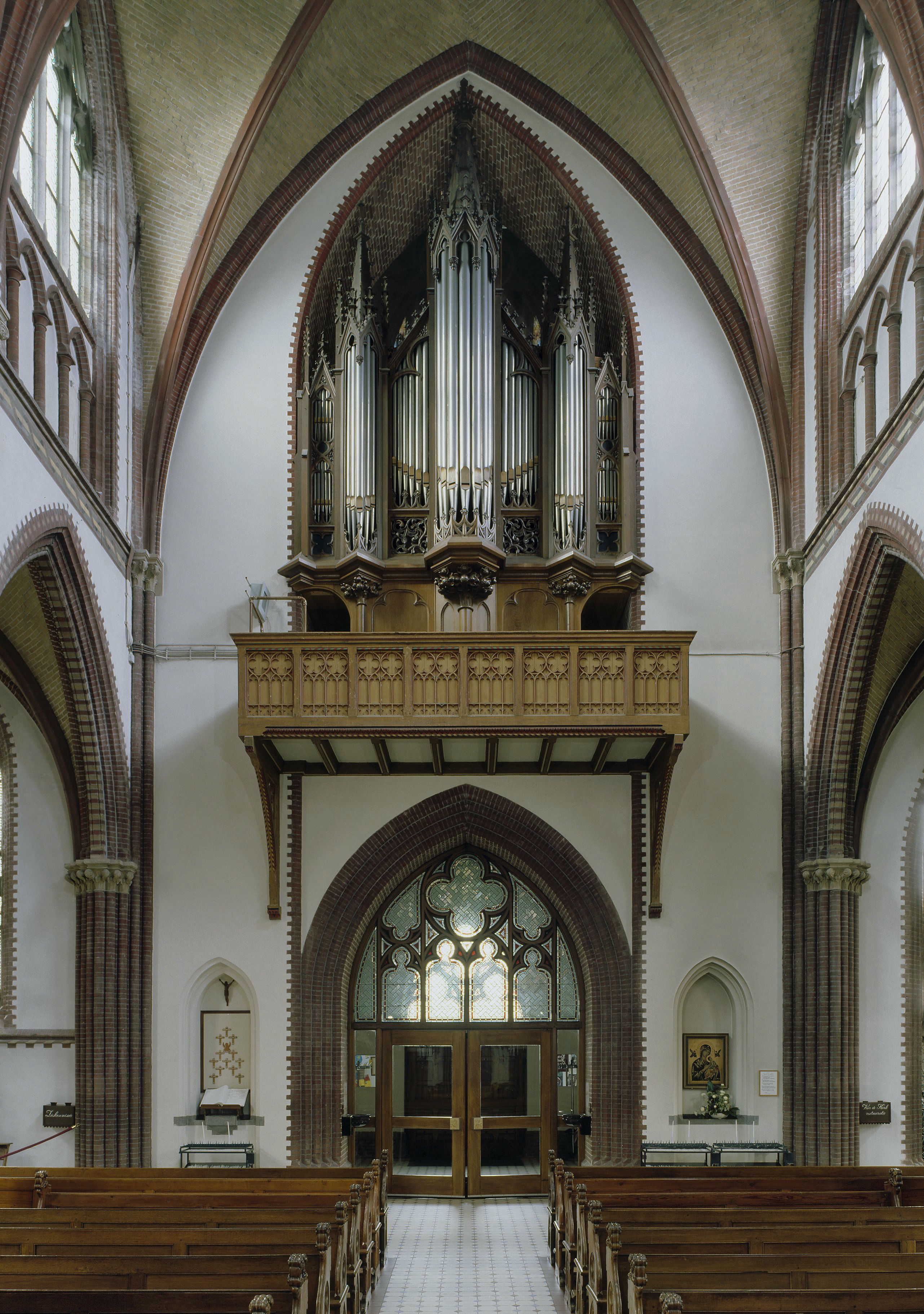
Interieur met orgel (2004)

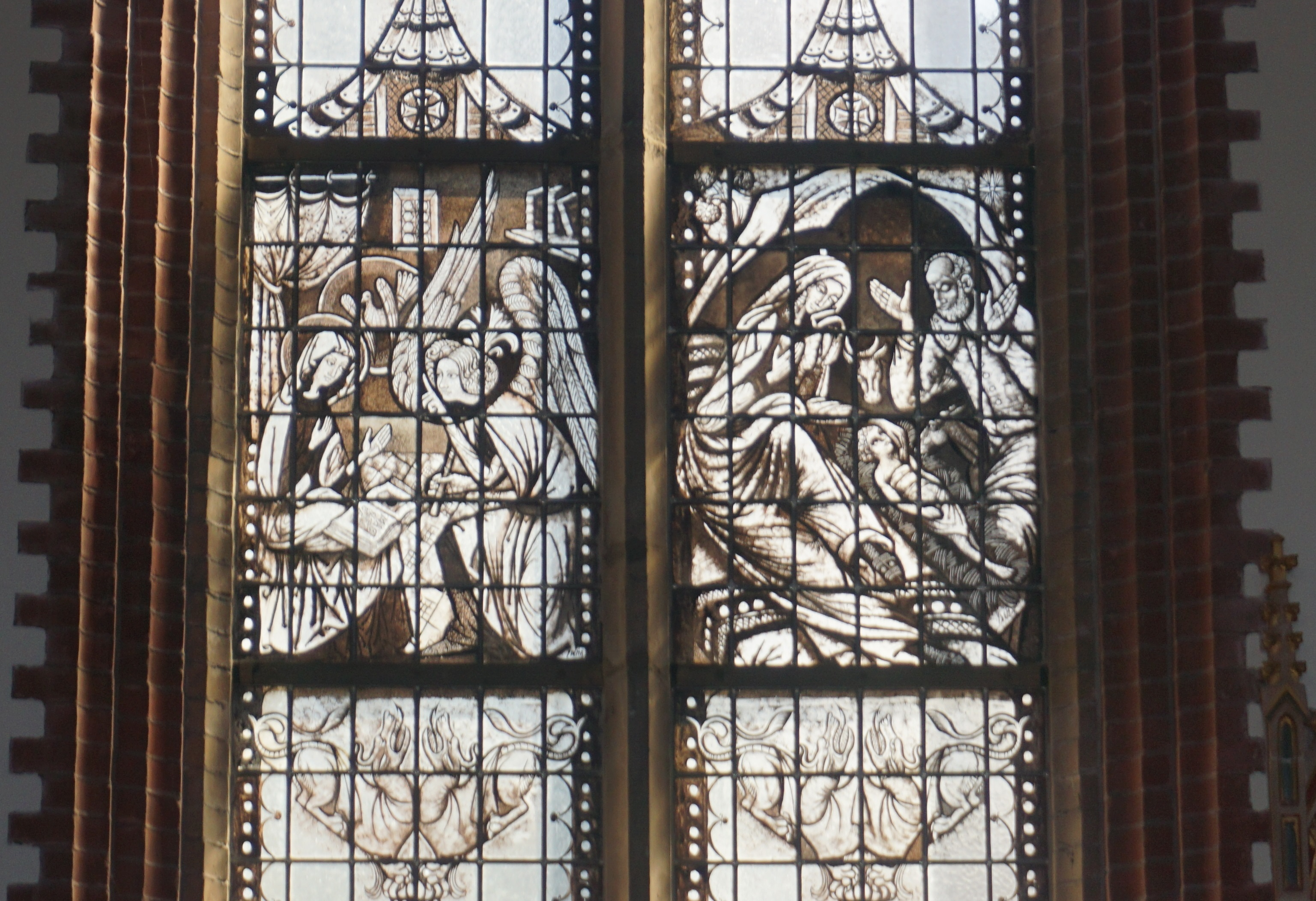
Jacob Ydema, Annunciatie, 1938

De Sint-Nicolaaskerk is een kerkgebouw in Sint Nicolaasga in de Nederlandse provincie Friesland. Het kerkgebouw is een rijksmonument.

## Geschiedenis
De rooms-katholieke parochiekerk is gewijd aan Nicolaas van Myra. De kerk is een neogotische kruisbasiliek uit 1887 en is ontworpen door de Friese architect Jan Doedes van der Weide. De toren is 61 meter hoog. Bij de kerk is ook een mariagrot aanwezig. De kerk behoort sinds 2015 tot de Heilige Christoffel Parochie.

## Interieur
Het orgel uit 1871 is gebouwd door Lodewijk Ypma en was in 1975 overgeplaatst vanuit de r.k. kerk van Akersloot. De doopvont werd in 1933 gemaakt door Edelsmidse Brom en werd in 1973 overgenomen van de Heilige Hartkerk uit Den Haag. 

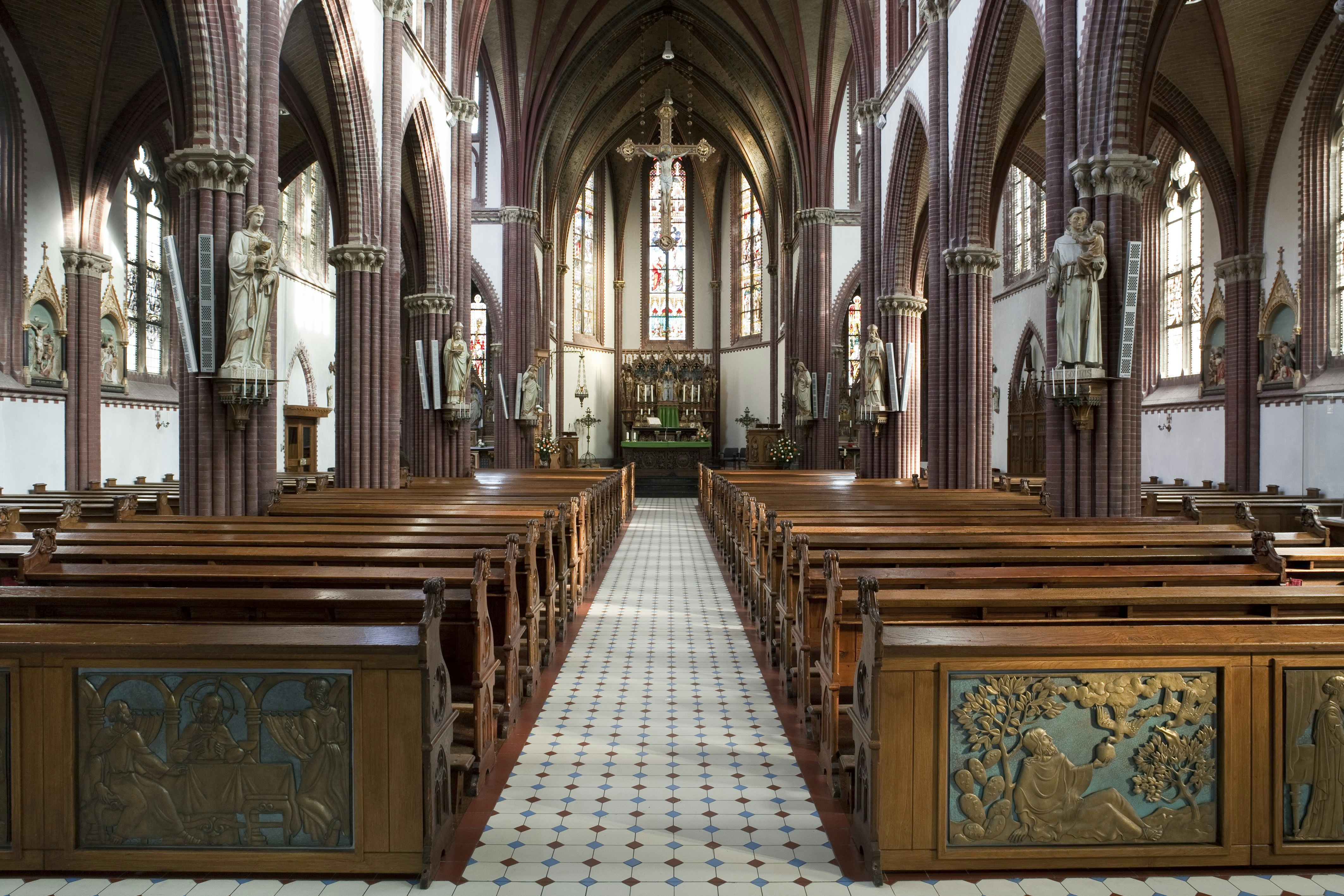
Interieur (2008)
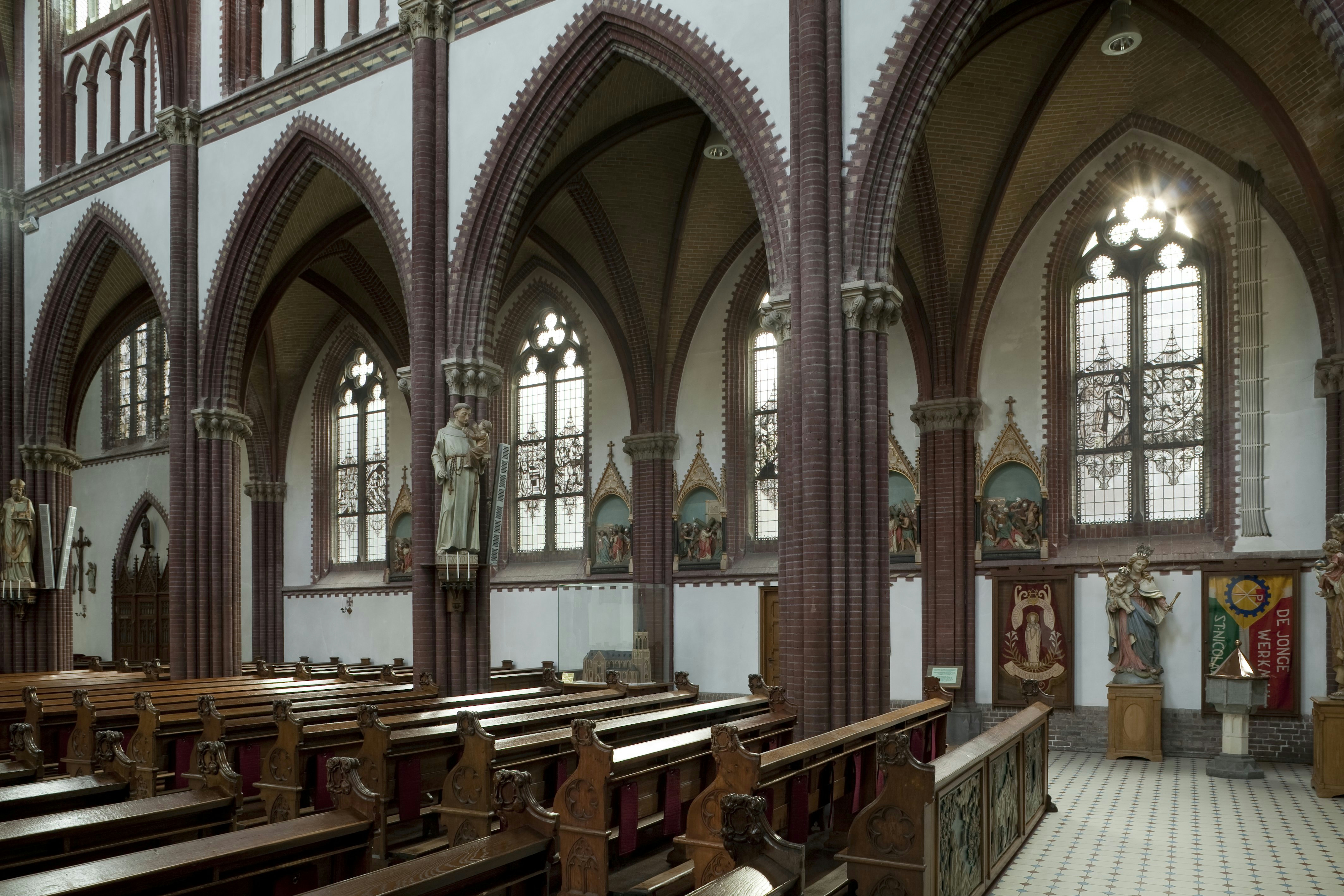
Zuidelijke zijbeuk
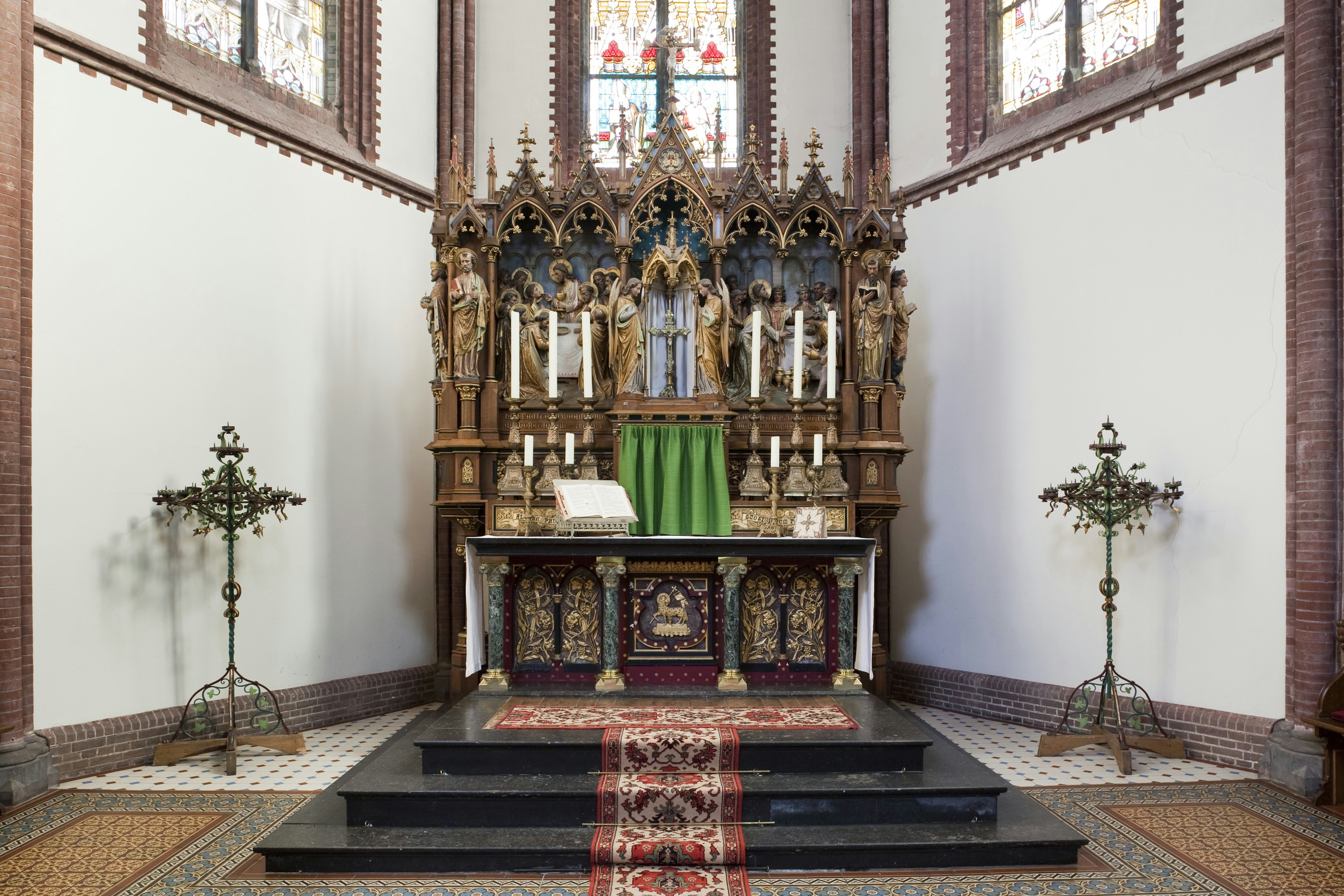
Hoofdaltaar

### Ramen van Jacob Ydema
Het interieur van de kerk wordt op zijn beurt gedomineerd door de gebrandschilderde ramen van de Friese schilder Jacob Ydema. In 1938 werd de eerste reeks aangebracht, een serie geschonken door pastoor Wybo Overmeer bij gelegenheid van zijn 40-jarig priesterjubileum. De financiële middelen waren kennelijk beperkt, want de keuze is niet gemaakt voor ramen in gekleurd gebrandschilderd glas, zoals Ydema wel toepaste bijvoorbeeld in de Martinuskerk in Vaassen. Voor St. Nicolaasga werd gekozen voor een uitvoering in grisaille, dat wil zeggen dat alleen geschilderd is met zwart of bruine glaspasta op blank glas; de kosten van ramen in grisaille zijn maar een fractie van de kosten van gekleurde ramen. De schilder heeft daarbij gekozen voor zgn. kathedraalglas, dat is glas met een ruw golvend oppervlak. De structuur wordt met walsen in het glas geperst en zorgt ervoor dat het glas niet volledig doorzichtig is; de transparantie wordt als het ware getemperd. Daarbij wordt het hemellicht diffuus en dat levert een zeer goede achtergrond op voor een ingebrande decoratie. Hier en daar heeft Ydema de ramen nog voorzien van glasruiten met een iets gekleurde tint, waardoor het geheel op een onopvallende wijze verlevendigd wordt.
De reeks panelen werden geplaatst in de doopkapel en in de zijbeuken van de kerk. Zij tonen onder meer voorstellingen uit het leven van Jesus, vanaf de Annunciatie tot aan de dood en herrijzenis. De stijl van de ramen vertoont invloed van Ottoonse illuminaties, zoals de tentachtige bekroning van de panelen, de vormgeving van hangende gordijnen  en de lijnvoering van de figuren in hun gezichten; de Annunciatie is daar een voorbeeld van. In andere aspecten, zoals lichaamshoudingen en de vormgeving van de draperieën van kledingstukken, kan de invloed van vroeg-renaissance muurschilderingen zoals van Giotto di Bordone worden gezien. Dit past in de stijl van de periode van het Interbellum, die gekenschetst wordt door een zekere mate van eclectische composities. Bijzonder is de aandacht die de schilder heeft voor details, zoals de decoratie van de bekroning van de panelen en de afsluiting aan de onderzijden. Technisch bezien hebben deze toevoegingen aan de rechthoekige panelen als functie om het licht in de directe omgeving van de panelen te verzachten, anders zouden deze snel overstraald kunnen raken door omgevingslicht, zeker als de ramen worden beschenen met zonlicht. Esthetisch heeft Ydema er een uitdaging in gezien en duidelijk plezier in gehad om de driehoekige bekroningen en –voetdecoraties te versieren met afwisselende ornamenten.  De dierfiguren onder de panelen zijn intrigerend en vooral de draken zijn sierlijk in hun strengheid.
Het grote verschil tussen Ydema en andere kerkschilders in Nederland in de periode van het interbellum is de krachtige presentatie van de voorstellingen in het werk van de Friese schilder. De figuren hebben vrijwel zonder uitzondering een ernstige en vastberaden uitdrukking, alsof zij zich bewust zijn van de historische betekenis van hun actualiteit voor zichzelf maar vooral voor de mensheid - de voorstellingen vertellen immers over een Goddelijke interactie. Deze ernst wordt tot in detail doorgevoerd in de stijl van de panelen, door een krachtige lijnvoering en sterke tegenstellingen of accenten tussen lichte en donkere partijen.  
Drie jaar later volgde het grote grisaille raam in het Noordelijk transept van de kerk, een opdracht van de parochie ter herinnering aan het 250-jarig bestaan van de parochie in 1941. Het raam toont vier Friese heiligen: Ludger, Frederik van Hallum, Dodo van Haske en Eelke van Lidlum, de abt die door zijn eigen broeders werd doodgeslagen; op het raam is ook zijn moordenaar te zien met de knuppel in de hand. Kleinere panelen onder de voeten van de heiligen getuigen van de oorlogstijd toen de opdracht gegeven werd, met afbeeldingen van soldaten met geweren en kanonnen. Het roosvenster in deze transeptarm laat Christus zien met de twaalf apostelen. Ydema gebruikte voor dit raam deels oranje gekleurd glas, als heimelijk protest tegen de bezetting.
Het sluitstuk was het grote gebrandschilderde raam in het Zuidelijk transept van de kerk. Deze opdracht was ter herinnering aan de bevrijding van Nederland aan het einde van de Tweede Wereldoorlog. Ook hier zijn vier heiligen afgebeeld die bijzondere betekenis hadden voor Friesland: Odulphus, Frederik van Utrecht, bisschop Radboud en Siardus van Friesland. Onder hun voeten beelden kleinere panelen het gevoelen van de bevrijde burgers uit. Het roosvenster boven in het transept laat het Alziend oog van God zien met afbeeldingen van profeten.

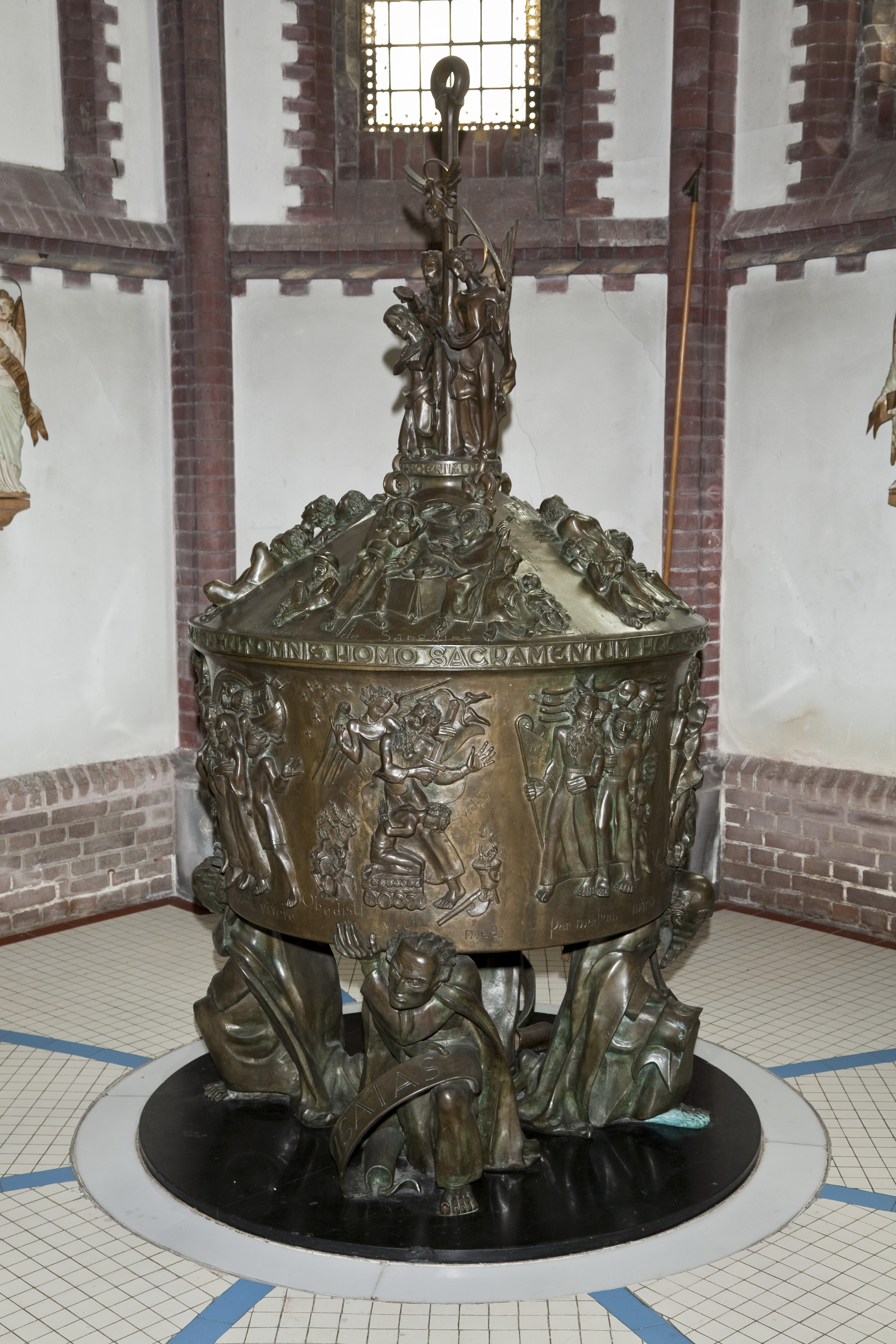
Doopvont
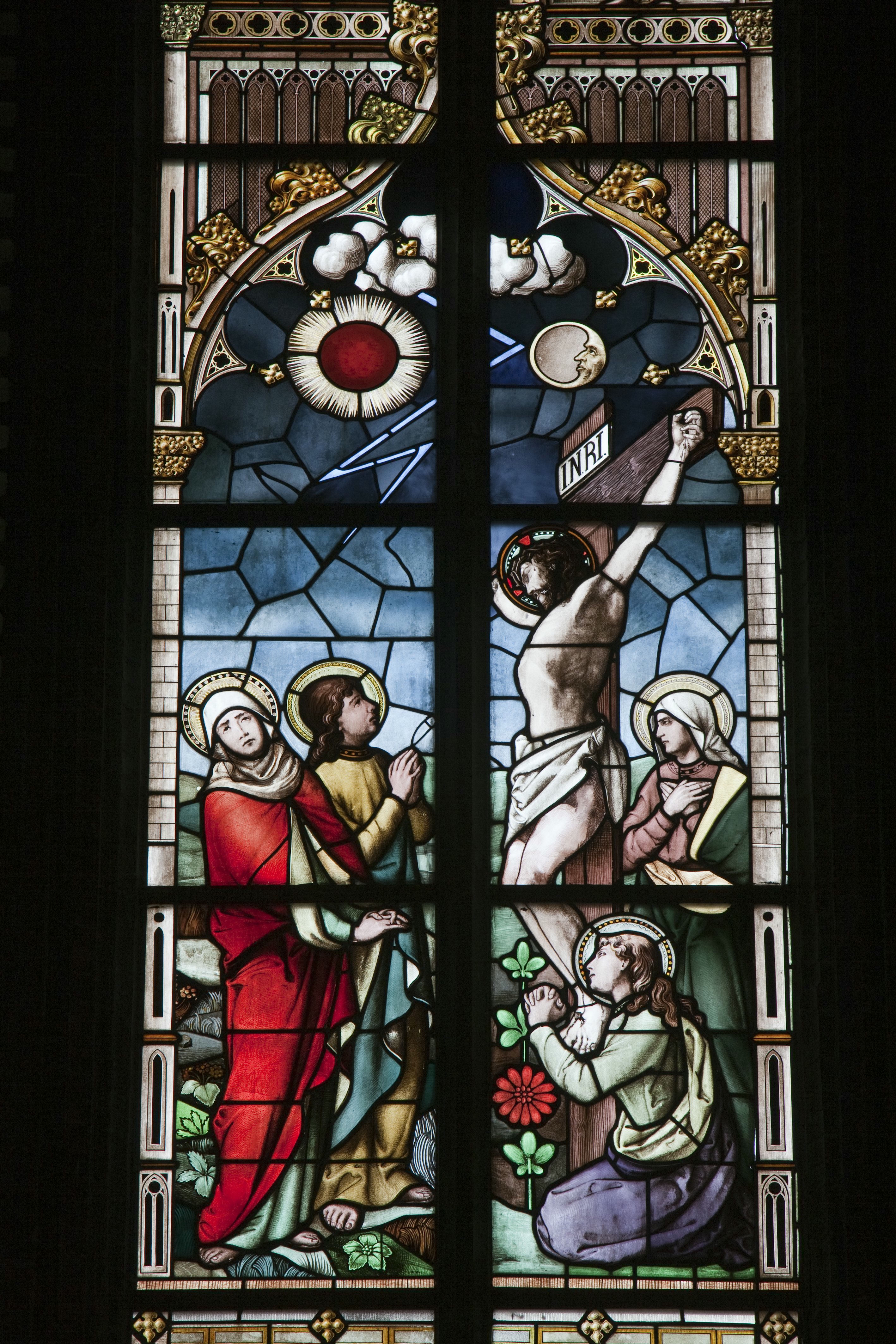
Raam met de kruisiging
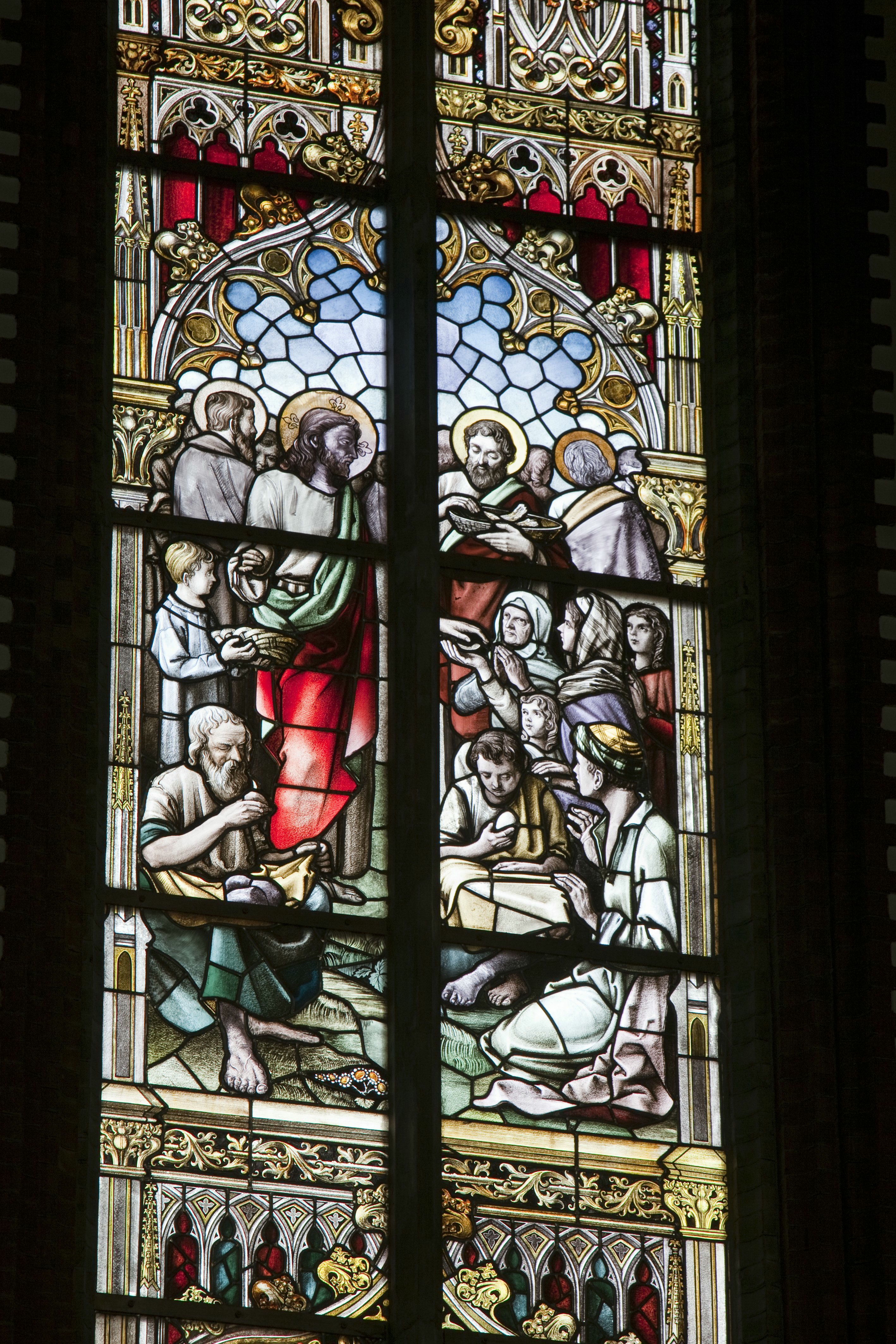
Raam met de broodvermenigvuldiging

Sint-Bonifatiuskerk (Dokkum) · 
Sint-Bonifatiuskerk (Leeuwarden) · 
Sint-Clemenskerk · 
Sint-Franciscuskerk (1865) · 
Sint-Fredericuskerk ·
Sint-Jozefkerk · 
Sint-Ludgeruskerk · 
Sint-Martinuskerk (Roodhuis) · 
Sint-Martinuskerk (Sneek) ·
Sint-Michaëlskerk ·
Sint-Nicolaaskerk ·
Sint-Odulphuskerk · 
Sint-Vituskerk · 
Sint-Werenfriduskerk ·
Sint-Willibrorduskerk · 
Sint-Wirokerk · 
Ten Hemelopnemingkerk
Kerken in Friesland